# 1-ша армія (Велика Британія)
1-ша армія (Велика Британія) (англ. First Army (United Kingdom)) — військове об'єднання армії Великої Британії. Заснована 26 грудня 1914 року. Брала активну участь у Першій та Другій світових війнах.

## Перша світова війна
1-ша армія заснована 26 грудня 1914 року, як складова частина Британських експедиційних сил, що билися у Британській армії під час Першої світової війни на території Франції. Заснування сталося шляхом поділу БЕК на 1-шу та 2-гу армії під проводом сера генерала Д.Гейґа та Г. Сміт-Дорріена відповідно. До 1-ї армії увійшли I-й, IV та Індійський корпуси. З 1917 року до складу 1-ї британської армії включений Португальський експедиційний корпус. Восени 1918 армія взяла активну участь у розгромі німецької армії під час 100-денного наступу на півночі Франції та в Бельгії, який призвів Німецьку імперію до капітуляції та краху.

### Командування
Командувачі
- генерал-лейтенант сер Дуглас Гейґ (1914–1915);
- генерал сер Генрі Сеймур Роулінсон (1915–1916);
- генерал сер Чарльз Карлмайкл Монро (1916);
- генерал сер Генрі Сінклер Горн (1916–1918).

## Друга світова війна
Вдруге британська 1-ша армія була сформована з англійських та американських військ, що готувалися для висадки в Марокко та Алжирі у ході операції «Смолоскип» у листопаді 1942 року. Першим командувачем став генерал-лейтенант сер Кеннет Андерсон. Офіційно штаб армії активований 9 листопада 1942 року вже на території зони висадки в Алжирі, коли генерал Андерсон перебрав на себе командування Східною оперативною групою союзних військ у Північній Африці.
На першому етапі кампанії на півночі Африканського континенту до складу армії входили тільки британські та американські формування. Після капітуляції французьких військ режиму Віші, ці підрозділи були включені до складу армії. Згодом армія складалася з чотирьох корпусів: британських V-го та IX-го, американського II-го й французького XIX-го армійських корпусів.
Після висадки, війська генерала Андерсона вели бої та битви в Алжирі та Тунісі проти італійсько-німецьких військ. Згодом у взаємодії з 8-ю армією вони розгромили остаточно противника на півночі континенту й після перемоги армія була розформована.

### Командування
Командувачі
- генерал-лейтенант Едмунд Шрайбер (липень — серпень 1942);
- генерал-лейтенант Кеннет Артур Андерсон (серпень 1942 — липень 1943).